# Pletený Újezd
Pletený Újezd település Csehországban, a Kladnói járásban. Pletený Újezd Unhošť, Velká Dobrá, Velké Přítočno, Braškov, Kladno és Malé Přítočno településekkel határos. Lakosainak száma 675 fő (2024. január 1.).

## Népesség
A település lakosságának változását az alábbi diagram mutatja:
| Lakosok száma | 209  | 364  | 490  | 573  | 482  | 401  | 531  | 557  | 622  | 675  |
|               | 1869 | 1890 | 1921 | 1950 | 1980 | 2001 | 2017 | 2019 | 2022 | 2024 |